# Order Karla Marksa
Order Karla Marksa (niem. Karl-Marx-Orden) – odznaczenie istniejące od 1953 do 1990 roku, nadawane za zasługi dla Niemieckiej Republiki Demokratycznej, najwyższe odznaczenie tego państwa.

## Historia
Order został ustanowiony 5 maja 1953, w dniu 135 urodzin Karla Marksa przez Izbę Ludową NRD. Nadawany był za 

wybitne zasługi dla ruchu robotniczego, twórcze stosowanie zasad marksizmu–leninizmu, zasługi przy budowie socjalizmu w dziedzinach nauki i techniki, sztuki i kultury, za krzewienie i umacnianie przyjaźni z ZSRR i innymi krajami socjalistycznymi oraz z wszystkimi kochającymi pokój narodami świata, za walkę o pokój.

 Otrzymać go mogły osoby prywatne wszystkich narodowości, kombinaty, zakłady pracy, socjalistyczne związki i organizacje społeczne, oddziały wojskowe oraz instytucje sił zbrojnych mające swą siedzibę w NRD. Nadawany mógł być wielokrotnie tej samej osobie lub instytucji, tak jak najwyższe radzieckie odznaczenie – Order Lenina. Od 1979 order przysługiwał również osobom wyróżnionym tytułem „Bohatera NRD”, przy czym oprócz orderu Marksa otrzymywali oni osobną odznakę, zwaną Złota Gwiazda Bohatera NRD.
Order nadawany był przez Przewodniczącego Rady Państwa NRD w dniach świąt narodowych, zaś w przypadku osób fizycznych także w ich osobiste uroczyste dni. Z nadaniem orderu osobom fizycznym związana była wysoka premia (w ostatnich latach NRD – 20 000 marek). Order podlegał po śmierci odznaczonego zwrotowi do kancelarii Rady Państwa.

## Opis odznaki
Oznaką wykonanego w złocie orderu jest pięcioramienna czerwona gwiazda o średnicy 56 mm, z pękami liści dębowych między ramionami. W medalionie środkowym awersu widnieje wizerunek głowy Karla Marksa zwróconej heraldycznie w prawo. Rewers jest gładki, nieemaliowany, z próbą złota 960 (w pierwszych latach po ustanowieniu odznaczenia umieszczano tam również numer nadania). Order noszony był na lewej piersi na ciemnoczerwonej (niem. weinrot) wstążce, złożonej w pięciokąt według wzoru sowieckiego. Na baretce jest umieszczony złoty liść dębowy.

## Odznaczeni
Order Karla Marksa otrzymało wielu wysokich dygnitarzy NRD, m.in.: Bruno Apitz, Jurij Brězan, Otto Grotewohl, Erich Honecker (5x), Margot Honecker, Sigmund Jähn, Egon Krenz, Erich Mielke, Hans Modrow, Willi Stoph (3x), Wilhelm Pieck, Ludwig Renn, Anna Seghers, Walter Ulbricht, Markus Wolf, Wilhelm Zaisser, spośród cudzoziemców m.in. Bolesław Bierut, Leonid Breżniew, Walerij Bykowski, Nicolae Ceaușescu, Wojciech Jaruzelski i Josip Broz Tito.